# DShK
La DShK, en rus ДШК, és una metralladora pesant d'origen soviètic. Dissenyada durant la dècada dels 30, amb l'objectiu de substituir la ja antiquada PM M1910, va entrar en servei l'any 1938 a l'exèrcit roig. Sent una peça robusta i fiable, només comparable a la metralladora estatunidenca M2 Browning, va esdevenir un èxit que s'ha mantingut fins avui dia.

## Desenvolupament
Durant la Primera Guerra Mundial, l'exèrcit alemany va introduir un nou tipus de munició: el Màuser TuF de 13,2 mm. Aquest tipus de cartutx, de gran potència, estava dissenyat per destruir els incipients tancs que van aparèixer als camps de batalla.
El 1921, John Browning va desenvolupar el seu propi cartutx amb la mateixa finalitat, el 12,7 x 99 mm, que s'havia d'usar a les metralladores M2 Browning. Els alemanys, durant el període d'entreguerres, i d'amagat, també desenvoluparia sistemes semblants.
El NKVD, conscient d'aquests dissenys, va demanar que es desenvolupés una arma semblant. Vassili Degtiariov, un prestigiós dissenyador d'armes rus, va rebre l'encàrrec i va començar a idear una metralladora semblant.
L'any 1930 va aparèixer la DK (Degtiariov Krupnokalibernii), una gran metralladora refrigerada per aire i accionada per gas que usava el nou cartutx BT-3 de 12,7x108 mm. Les autoritats soviètiques de seguida van veure'n les capacitats, gràcies a la seva lleugeresa, proporcionada per unes aletes de refrigeració circulars en comptes d'un circuit d'aigua, permetia una mobilitat més elevada conservant l'enorme potència de foc del cartutx. El problema era que el sistema d'alimentació sovint s'encasquetava.
Aleshores un jove enginyer, Gueorgui Xpaguin, va rebre l'encàrrec de modificar aquest disseny, mentre que Degtiariov passaria a desenvolupar altres dissenys. L'any 1938 Xpaguin aconseguiria dissenyar una cinta metàl·lica amb un sistema d'expulsió efectiu. Aquell mateix any entraria en servei la nova arma, anomenada DShK, i es començaria a produir l'any 1939 en diversos muntatges per a múltiples rols. Els soldats ben aviat la van començar a anomenar "Dúixka", per semblança a l'acrònim, que en rus vol dir estimada.

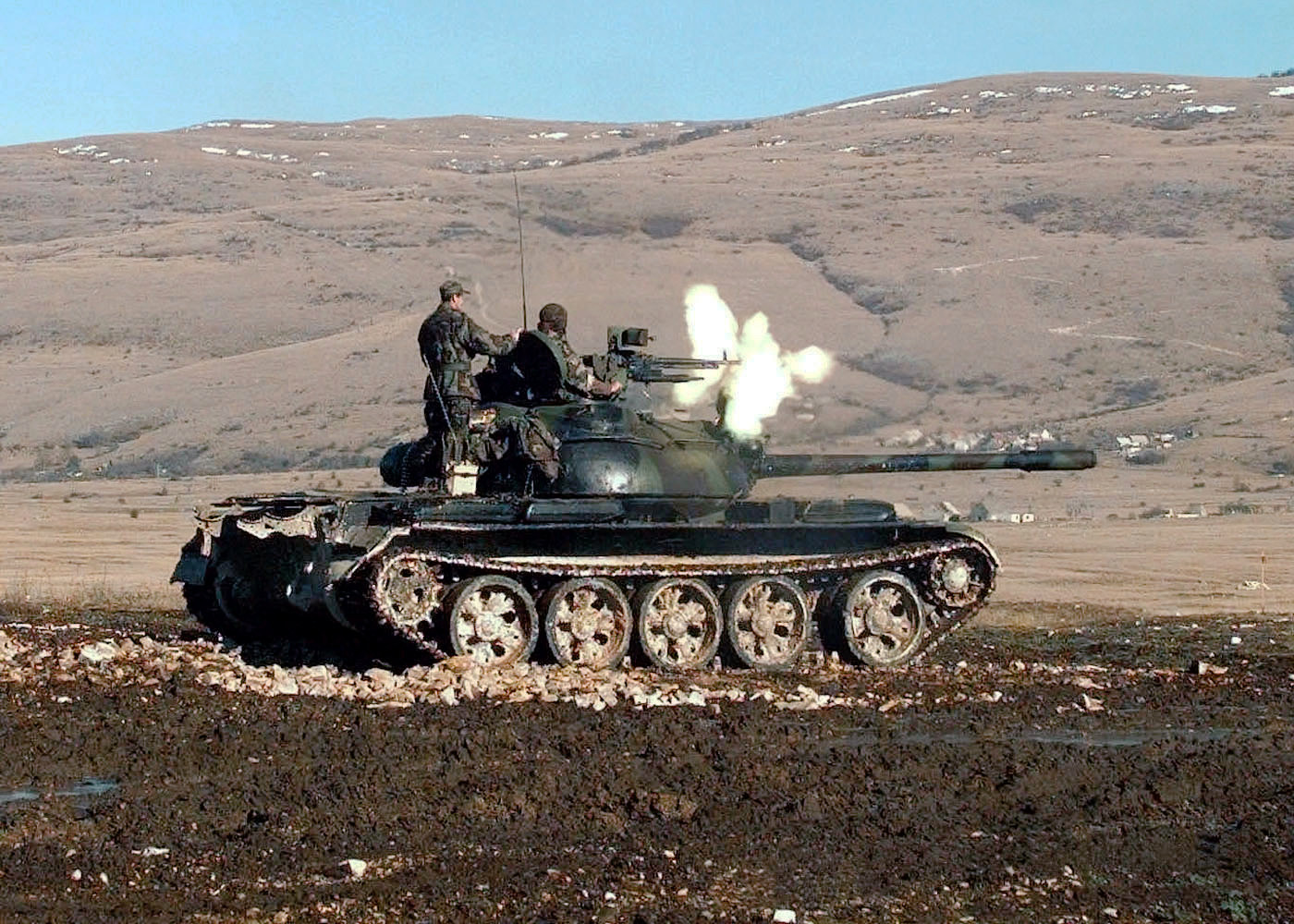
Una DShK muntada sobre un tanc T-55 dispara durant uns exercicis el 1998.

El 1940, després de ser provada en combat, s'hi van fer petites modificacions al sistema d'alimentació afegint-hi el número de model al nom: DShK 1938/40. Finalment, després de la Segona Guerra Mundial, encara s'hi faria una altra revisió al mecanisme d'alimentació, copiant el sistema de la RP-46, i anomenant-se DShKM, de modernitzada, o DShK 1938/46.

## Història operativa
Els primers models van aparèixer esporàdicament abans de l'Operació Barbarroja. Amb la invasió alemanya i l'encerclament i captura de nombroses forces soviètiques, sovint amb el seu material, la majoria d'aquestes poques dúixques van passar a mans alemanyes.
Aprofitant el trasllat de les indústries bèl·liques cap als Urals es va donar prioritat a la producció de noves armes, com la DShK 1938, de la qual se n'arribarien a fabricar 8.000 unitats només durant la Segona Guerra Mundial. A partir d'aleshores seria present a pràcticament totes les batalles del front oriental: amb muntura Sokolov per a la infanteria, amb trípode per al tir antiaeri, muntada a tancs, camions, vaixells, trens... sent capaç de perforar qualsevol vehicle amb menys blindatge que un Panzer, destruint ràpidament posicions defensives o abatent avions atacants.

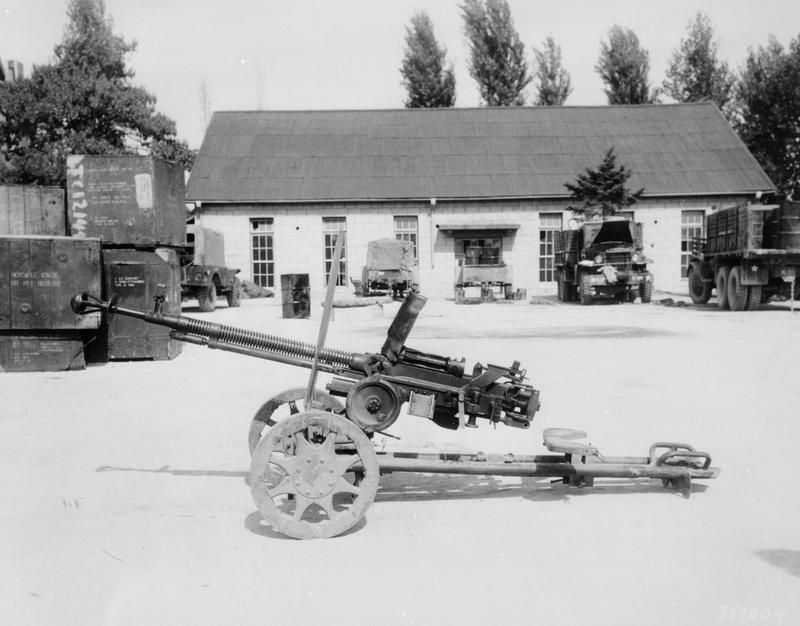
Una DShK 1938, amb muntura Sokolov, capturada per forces dels EUA durant la Guerra de Corea.

Acabada la Segona Guerra Mundial les DShK 1938, gràcies a la seva resistència a les temperatures extremes i poc manteniment, no només van continuar servint a l'exèrcit roig, sinó que es van enviar a nombrosos estats aliats: Corea del Nord, Xina, Mongòlia, Iran, Vietnam del nord, Síria, Pakistan…